# Mende (Calcidica)
Mende (in greco antico: Μένδη?) era una polis greca situata nella Pallene (Calcidica), la penisola occidentale della Calcidica, che oggi porta il nome di Cassandra. Il nome deriva dalla menta pianta aromatica che vive spontaneamente in quei luoghi ancora oggi.

## Genesi

Mappa dettagliata della Calcidica

Mende fu probabilmente fondata intorno al IX secolo a.C. da coloni eretri. La presenza di abbondanti risorse naturali, come il legname, argento, oro e piombo, condusse la zona ad un rapido lo sviluppo demografico. Dal VI secolo a.C. divenne una delle città che controllavano le rotte costiere verso la Tracia. A questo periodo risalgono anche i ritrovamenti che testimoniano esportazioni del vino locale, particolarmente pregiato, in Italia, ove si stavano costituendo le prime colonie greche.
Durante il V secolo a.C., Mende divenne una delle più importanti alleate di Atene e si unì alla Lega di Delo, versando annualmente una quota che variava dai 6 ai 15 talenti all'anno. Tuttavia nel 423 a.C., come racconta lo stesso Tucidide, ci fu un tentativo di liberarsi dallo strapotere della città attica, tentativo prontamente represso da Nicia.. Durante la seconda Guerra del Peloponneso, Mende, Toroni e Scione, fonti di generi alimentari e materie prime essenziali per Atene, furono gli obiettivi principali della guerra tra Atene e Sparta, soprattutto dopo le decisive operazioni militari effettuate da Brasida. Il generale spartano radunò i suoi opliti e, insieme a Iloti, Macedoni e i Traci di Seute I, si diresse verso la Tracia, onde provenivano le grandissime risorse di cui Atene disponeva. Dopo la battaglia di Anfipoli le sorti di Atene erano segnate e Mende ritrovò la sua indipendenza.
In seguito, nel IV secolo a.C. Mende e altre poleis della regione si unirono formando la Lega calcidica, ove fu Olinto a primeggiare. Mende tentò di sabotare questa leadership. ma, alla caduta di Olinto per mano del re macedone Filippo II, dovette difendersi proprio da quest'ultimo. Nel 315 a.C. i Macedoni sconfissero la Lega calcidica, rasero al suolo Mende ed altre città, ridussero molti in schiavitù e costrinsero i superstiti ad insediarsi altrove. I superstiti di Mende si insediarono nella distrutta polis di Potidea, e chiamarono la nuova città Cassandria, dal re macedone Cassandro I

## Sito archaeologico
Il sito di Mende fu identificato con l'area dell'odierna città di Kalandra già da William Martin Leake nel 1835. Successivi scavi furono condotti, dal 1986 al 1994, a cura di Julia Vokotopoulou, della XIV sovraintendenza alle antichità classiche.
La superficie archeologica principale copre un'area di 1 200 per 600 metri e si stende su un terreno aperto e piatto circondato da una collina e dal mare. Sono stati ritrovate ampie strutture ad uso magazzino con ceramiche datate dal IX al IV secolo a.C.
I quartieri bassi della città, come menzionato da Tucidide, occupavano l'area ove era situato il porto, tra il lungomare, la spiaggia e i quartieri alti posti sull'altura. Gli scavi hanno rivelato parte del viale principale, pavimentato a ciottoli, affiancato da fondamenta di costruzioni per l'immagazzinamento di ceramiche, possibili attività commerciali e strutture abitative.
La necropoli è stata individuata a sud della città, vicino ad un moderno albergo. Gli scavi hanno portato alla luce 281 sepolture composte principalmente da feretri di bambini dentro vasi di ceramica. Questi ritrovamenti hanno anche provato la profonda influenza dell'Eubea sulla zona già dall'IX secolo.